# سكاي جيت (بيروت)
سكاي جيت عبارة عن برج بُنيّ في وسط منطقة الأشرفية في بيروت. ومنذ الانتهاء من بنائه في 2014 وحتى أواخر 2016، كان يُعد أطول مبنى في لبنان. يتألف البرج من أربعة أقسام تشبه الكتل المتراكبة والتي تتسع لعدد 42 طابقاً بتصميم غير تقليدي. يقع برج سكاي جيت في قلب الأشرفية ويوفر إطلالة بزاوية 360 درجة على بيروت وجبل لبنان. ويحيط به برج تلال بيروت وبرجا أتوميوم التوأم من كلا الجانبين. وقد واجه هذا البرج وغيره من الأبراج انتقاداً تاماً لتأثيرهم على المدينة ككل، لا سيما في الطريقة التي يسهمون بها في فقدان التراث المحلي للمباني وزيادة مطردة في الارتفاع.

## فكرة عامة عن المبنى
صمم برج سكاي جيت المهندس المعماري اللبناني نبيل غلام. والمشروع عبارة عن مبنى عال ومنخفض الارتفاع مكون من 42 طابقاً. يحيط به مجموعة من الحدائق والمناطق الخضراء، إلى جانب المسطحات المائية.

## مميزاته
يشمل برج سكاي جيت المميزات التالية:
- أطول مبنى سكني بالكامل في بيروت بعدد 42 طابقاً وبوصول ارتفاع السقف إلى 3.5 متر؛
- نادي صحي ومركز للياقة البدنية؛
- حمامات سباحة داخلية وخارجية وساونا وغرف بخار؛
- مناظر بزاوية 360 درجة للمدينة والبحر والجبال المحيطة بها، خاصة من الطوابق العليا؛
- تشغل المناظر الطبيعية ومسطحات المياه 3000 متر مربع، مع وجود مضمار فريد للجري في الحدائق.
- أحدث وسائل الراحة، بما في ذلك مركز للياقة البدنية وكذلك حمامات سباحة داخلية وخارجية؛
- مواقف سيارات للمقيمين والزائرين وكذلك غرفة سائق وتخزين لكل شقة؛
- هيكل متطور قادر على تحمل الزلازل الشديدة.

## منوعات الإقامة
تحتوي طوابق سكاي جيت الاثنان والأربعون في كل مكان من كتلة المبنى الشاهق، على شقق بسيطة ودوبلكس (ثنائية) تتراوح حسب المجموعة التالية لكل منطقة:

### الشقق البسيطة العادية
- 344 متر مربع
- 375 متر مربع
- 402 متر مربع

### الشقق الدوبلكس
- 750 متر مربع
- 788 متر مربع
- 847 متر مربع

### شقق الدور الأخير
- 750 متر مربع
- 1,515 متر مربع

## الجوائز
جرى تكريم برج سكاي جيت على النحو التالي:
- حصل على الجائزة الدولية في العمارة والتخطيط من سوق العقارات الرائدة في العالم (MIPIM) لتصميمه الفريد من قبل نبيل غلام؛
- تعيين بيتر مارينو، المهندس المعماري ومصمم الديكور المشهور عالمياً، كمستشار لاختيار المواد وتصميم اللوبي.